# Martine Ringayen
Martine Ringayen, née le 24 février 1990 à Saint-Louis sur La Réunion, est une joueuse de handball française, évoluant au poste d'ailière gauche.

## Biographie
Formée au Metz Handball, elle intègre l'équipe première jusqu'à se voir proposer un premier contrat professionnel à l'issue de la saison 2010-2011. Éternel espoir du club, elle mène son parcours scolaire en parallèle de sa carrière sportive.
En 2012, elle quitte le Metz Handball et rejoint le Cergy-Pontoise Handball 95. 
Après deux saisons en D2 à Cergy, elle rejoint le Brest Bretagne Handball en 2014.
Au niveau amateur, elle évolue ensuite au Pont de l'Iroise HB entre 2017 et 2018 puis à l'Entente sportive La Flèche à compter de 2019.

## Palmarès

### En club
compétitions nationales
- championne de France en 2007, 2008, 2009 et 2011 (avec Metz Handball)
- vainqueur de la Coupe de France en 2010 (avec Metz Handball), 2016 (avec Brest Bretagne Handball)
- vainqueur de la coupe de la Ligue en 2009 et 2011 (avec Metz Handball)
- Championnat de France de Division 2 en 2016

### En sélection
autres
- vainqueur du championnat d'Europe jeunes en 2007[6],[7]
- 4e du championnat du monde jeunes en 2006
- troisième du championnat d'Europe jeunes en 2005

### Distinctions
- élue meilleure ailière gauche du championnat d'Europe jeunes en 2007[7]